# Il mercante di schiavi
Il mercante di schiavi (Slave Ship) è un film del 1937, diretto da Tay Garnett.